# Kruglmühle
Kruglmühle ist ein Gemeindeteil der Gemeinde Ettenstatt im Landkreis Weißenburg-Gunzenhausen (Mittelfranken, Bayern). Kruglmühle liegt in der Gemarkung Ettenstatt.

## Lage
Die Einöde liegt zwischen Ettenstatt und Höttingen, nahe Wöllmetzhofen. Nordwestlich fließt der Felchbach vorbei, dessen Wasserkraft früher von der Mühle genutzt wurde. Nördlich der Kruglmühle mündet der Rohrbach hinein. Nach Ettenstatt sind es rund 1,2 km.

## Bau- und Bodendenkmäler
Nördlich und westlich von der Kruglmühle finden sich Siedlungsspuren aus vorgeschichtlicher Zeit. Das einzige Baudenkmal in Kruglmühle ist eine eingeschossige und fachwerksichtige Scheune mit Satteldach aus dem 18. oder 19. Jahrhundert.